# Комисија за заштиту конкуренције
Комисија за заштиту конкуренције основана је Законом о заштити конкуренције, као независна и самостална организација која врши јавна овлашћења у складу са овим законом. Комисија има статус правног лица.
Комисија за свој рад одговара Народној скупштини Републике Србије којој подноси годишњи извештај о раду.
Област заштите конкуренције на тржишту Републике Србије, у циљу економског напретка и добробити друштва, а нарочито користи потрошача, као и оснивање, положај, организација и овлашћења Комисије за заштиту конкуренције, уређена је Законом о заштити конкуренције. Поред наведеног закона, област заштите конкуренције регулисана је и низом уредби које је донела Влада Републике Србије. Комисија такође има обавезу, да у складу са чланом 73. Споразума о стабилизацији и придруживању, на одговарајући начин примени и критеријуме који произлазе из правила којима се регулише конкуренција на тржишту у Европској унији.
Комисија је надлежна, сагласно Закону о заштити конкуренције, да:
1. решава о правима и обавезама учесника на тржишту у складу са Законом;
2. одређује управне мере у складу са Законом;
3. учествује у изради прописа који се доносе у области заштите конкуренције;
4. предлаже Влади доношење прописа за спровођење Закона;
5. доноси упутства и смернице за спровођење Закона;
6. прати и анализира услове конкуренције на појединачним тржиштима и у појединим секторима;
7. даје мишљења надлежним органима на предлоге прописа, као и на важеће прописе који имају утицај на конкуренцију на тржишту;
8. даје мишљења у вези са применом прописа у области заштите конкуренције;
9. остварује међународну сарадњу у области заштите конкуренције ради извршавања међународних обавеза у овој области и прикупља информације о заштити конкуренције у другим државама;
10. сарађује са државним органима, органима територијалне аутономије и локалне самоуправе, ради обезбеђења услова за примену Закона и других прописа којима се уређују питања од значаја за заштиту конкуренције;
11. предузима активности на развијању свести о потреби заштите конкуренције;
12. води евиденцију о пријављеним споразумима, о учесницима који имају доминантан положај на тржишту, као и о концентрацијама, у складу са Законом;
13. организује, предузима и контролише спровођење мера којима се обезбеђује заштита конкуренције;
14. обавља и друге послове у складу са законом.

Послове из тач.1), 2), 3), 4), 5), 6), 7), 8), 9), 10) и 13) Комисија обавља као поверене послове.